# Arnaldur Indriðason
En aquest nom islandès, el darrer nom és un patronímic, no pas un cognom. La manera de referir-se a aquesta persona és pel nom de pila.
Arnaldur Indriðason (Reykjavik, 28 de gener de 1961) és un escriptor islandès, fill del també escriptor Indriði G. Þorsteinsson.

## Biografia
Llicenciat en història, és periodista, crític de cinema i autor de novel·la negra. Viu amb la seva dona i els seus tres fills a Reykjavik. És l'autor més conegut de les lletres islandeses, traduït a 37 idiomes i amb més de set milions d'exemplars venuts en tot el món, a data d'octubre de 2011.
L'any 1997 va crear per a les seves novel·les policíaques el personatge de l'inspector islandès Erlendur Sveinsson, un home obsessionat pel passat i l'ombra del seu germà, un nen que va desaparèixer. Divorciat després d'un breu matrimoni, solitari i deprimit, Erlendur té una filla drogoaddicta anomenada Eva Lind, a la qual només parla quan ella no pot sentir-lo, i un fill que es diu Sindri Snaer. La investigació criminal sol ser un pretext per a resoldre un enigma del passat, i en aquesta el lirisme compleix un paper important. Els autors que l'han influït més són dos escriptors suecs dels anys seixanta, Maj Sjöwall i Per Wahlöö, que escrivien les aventures de l'inspector Martin Beck.
L'any 2013 va obtenir el Premi RBA de Novel·la Negra per la seva obra Skuggasund (Passatge d'ombres).
Afirma que una bona novel·la policíaca explica un país... i a ell no li agrada embellir res, que mai no ens alliberem del passat i que el sentiment de culpa és una força molt poderosa, erosiona com poques coses en la vida.
S'ha traduït al català la seva obra La dona de verd (Grafarþögn en islandès), La veu (Röddin), L'home del llac (Kleifarvatn), Hivern àrtic (Vetrarborgin) i Passatge d'ombres (Skuggasund), tots aquests publicats en la col·lecció La negra d'Edicions de la Magrana.

## Obres

### Sèrie del detectiu Erlendur
1. Synir duftsins (1997)
2. Dauðarósir (1998)
3. Mýrin (2000)
4. Grafarþögn (2001), edició catalana: La dona de verd, traducció de Maria Llopis Freixas, La Magrana, 2009.
5. Röddin (2002), edició catalana: La veu, traducció de Maria Llopis Freixas, La Magrana, 2010.
6. Kleifarvatn (2004), edició catalana: L'home del llac, traducció de Maria Llopis Freixas, La Magrana, 2010.
7. Vetrarborgin (2005), edició catalana: Hivern àrtic, traducció de Maria Llopis Freixas, La Magrana, 2012.
8. Harðskafi (2007)
9. Myrká (2008),
10. Svörtuloft (2009)
11. Furðustrandir (2010)
12. Einvígið (2011)
13. Reykjavíkurnætur (2012)

### Altres novel·les
- Napóleonsskjölin (1999)
- Bettý (2003)
- Konungsbók (2006)
- Skuggasund (2013), edició catalana: Passatge de les ombres, traducció de Maria Llopis Freixas, La Magrana, 2014. (Premi RBA de Novela Negra 2013)

### Altres obres
- Leyndardómar Reykjavíkur (2000, un capítol)
- Reykjavík-Rotterdam (guió, coautor) (2008)